# Yvonne Pierron
Yvonne Pierron (Alsacia, marzo de 1928 – Posadas, Argentina, 28 de septiembre de 2017 ) fue una monja activista por los derechos humanos que tuvo una reconocida actividad en Argentina, país cuya nacionalidad adquirió en 1967. Fue compañera de las también monjas Alice Domon y Leonie Duquet, a quienes la dictadura militar argentina hizo desaparecer en 1977 en tanto Pierron pudo escapar clandestinamente del país.

## Biografía
La región de Alsacia donde vivía Pierron está en la zona limítrofe entre Alemania y Francia, y fue disputada durante muchos años por estos países. En 1870 fue incorporada al imperio de Prusia como consecuencia de la guerra francoprusiana y devuelta a Francia al finalizar la Primera Guerra Mundial. Cuando Pierron era niña se  desarrolló la Segunda Guerra Mundial y ella estuvo viviendo encerrada en un sótano durante cuatro años. 
En 1955 Pierron, que además de monja era enfermera, viajó a la Argentina enviada por la Orden de las Misiones Extranjeras de París a la que pertenecía. Entre otras actividades, trabajó como enfermera en el Hospital Militar de Curuzú Cuatiá y alrededor de 1958 viajó al sur del país para ayudar a la comunidad mapuche y allí propició que crearan una Cooperativa de Mujeres Tejedoras.
En diciembre de 1977 un grupo de tareas de la dictadura secuestró sus compañeras, las monjas francesas Alice Domon y Léonie Duquet y Perron debió ocultarse porque empezaron a buscarla. Ayudada por la Embajada de Francia pudo escapar disfrazada en enero de 1978, primero al Uruguay y después a Francia en tanto aquellas morían asesinadas. En 1983 al asumir un gobierno democrático volvió a la Argentina y se instaló en el monte misionero, donde continuó ayudando a los necesitados, especialmente a los ancianos y los niños, y fundó un hogar en Pueblo Illia, en el municipio de Dos de Mayo, en la provincia de Misiones.
Yvonne Pierron falleció en Pueblo Illia el 28 de septiembre de 2017.

## Su vida en el cine
En 2019 se estrenó la película Yvonne dirigida por Marina Rubino que trata sobre la vida de Yvonne Pierron. Anteriormente también aparecía en el filme documental La Santa Cruz, refugio de resistencia dirigido en 2009 por María Cabrejas y Fernando Nogueira.